# کلین (ری)
کلین (ری)، از روستاهای قدیمی پیرامون تهران در ۳۸ کیلومتری شهر ری و نزدیک حسن آباد فشافویه است که امروزه روستایی از توابع بخش فشافویه به شمار می آید که جزو شهرستان ری در استان تهران ایران است. این روستا در فاصلهٔ پنج کیلومتری از جادهٔ قدیم تهران ـ قم و در سمت چپ کسی است که از تهران عازم قم باشد، این روستا جزو بخش فشافویه میباشد این روستا محل تولد شیخ کلینی است. روستایی به نام کلین نیز  در فاصله 25 کیلومتری از جاده تهران-مشهد (اتوبان خاوران) در نزدیکی شهر شریف آباد واقع شده است که جزو بخش شریف آباد شهرستان  پاکدشت است و کاملا از روستای کلین شهر ری مجزاست. 

## جمعیت
این روستا در دهستان کلین قرار دارد و براساس سرشماری مرکز آمار ایران در سال ۱۳۸۵، جمعیت آن ۴۸۰ نفر (۱۳۰خانوار) بوده‌است.